# Stans (Austria)
Stans è un comune austriaco di 1 976 abitanti nel distretto di Schwaz, in Tirolo.